# Pago Veiano
Pago Veiano ist eine Gemeinde in Italien in der Region Kampanien in der Provinz Benevento mit 2219 Einwohnern (Stand 31. Dezember 2023).

## Geographie

Lage von Pago Veiano

Die Gemeinde liegt etwa 14 km nördlich der Provinzhauptstadt Benevento und wird westlich nördlich und östlich vom Fluss Tammaro umgeben. Die Nachbargemeinden sind Paduli, Pesco Sannita, Pietrelcina, San Giorgio La Molara und San Marco dei Cavoti.

## Wirtschaft
Die Gemeinde lebt hauptsächlich von der Landwirtschaft in Form von Oliven, Getreide, Obst und der Erzeugung von Käse.

## Infrastruktur

### Straße
- Strada statale 212 della Val Fortore

### Bahn
- Bahnstrecke Benevento–Campobasso

### Flug
- Flughafen Neapel